# 135 pr. n. št.

## Rojstva
- - Posidonij, grški filozof, astronom, geograf, meteorolog (približni datum) († 51 pr. n. št.)